# Johann Wilde
Johann Wilde (fl. XVIII secolo) è stato un violinista tedesco.
Originario della Baviera, ha lavorato come violinista orchestrale a San Pietroburgo dal 1741 al 1746. È accreditato di avere introdotto alla corte di San Pietroburgo lo sheng, uno strumento musicale aerofono cinese simile ad una armonica, e per avere inventato alcuni strumenti originali, tra cui il violino di ferro, uno strumento idiofono, e il violino a bastone, una sorta di pochette incorporata in un bastone da passeggio, abbastanza di moda tra gli aristocratici del XIX secolo.